# Helles Köpfchen
Helles Köpfchen ist ein Wissensportal und eine Suchmaschine aus Deutschland die redaktionelle Ergebnisse für Kinder und Jugendliche zur Verfügung stellt.

## Geschichte
Die Website wurde im Jahr 2004 veröffentlicht. Die Zielgruppe dieser Suchmaschine sind Kinder und Jugendliche im Alter von 6 bis 14 Jahren. Zudem bietet die Plattform redaktionell erstellte Artikel. Darüber hinaus gibt es neben Reportagen auch pädagogisch aufgearbeitete Informationen zu aktuellen Ereignissen und Online-Spiele.
Helles Köpfchen hat insgesamt drei Förderungen im Jahr 2008, 2010 und 2014 vom Beauftragten der Bundesregierung für Kultur und Medien und vom Bundesministerium für Familie, Senioren, Frauen und Jugend erhalten. Zwischen 2010 und 2013 war Helles-Kopfchen.de Teil einer empirischen Studie (Informationsverhalten von Kindern im Internet: Eine empirische Studie zur Nutzung von Suchmaschinen) des Deutschen Jugendinstituts (DJI). Helles Köpfchen wird regelmäßig von zwischen 800.000 und 1 Million Besuchern im Monat aufgerufen.
Die Funktionalität und das Hosting der Suchmaschine wird durch die Cosmos Media UG gewährleistet.

## Funktionen
Helles Köpfchen bietet diverse Funktionen und Inhalte an. Der Fokus der Plattform liegt dabei auf der Wissensvermittlung. Zudem werden kindgerechte Online-Spiele angeboten.

## Kritik
Trotz der expliziten Vermarktung als Suchmaschine für Kinder und Jugendliche werden die personenbezogenen Daten aller Webseitenbesucher ohne aktive Einwilligung an eine unüberschaubare Vielzahl von Drittparteien der Werbeindustrie übermittelt. Kinder und Jugendliche werden auf diese Weise webseitenübegreifend verfolgt und es werden Verhaltensprofile von ihnen angelegt.

## Auszeichnungen (Auswahl)
- 2013: Nominierung für den digita – Deutscher Bildungsmedienpreis in der Kategorie „Privates Lernen - Über 10 Jahre“[4]
- 2007: GIGA-Maus in der Kategorie „Das beste Nachschlagewerk / Kinder 6 bis 10 Jahre“[4]
- 2007: Comenius EduMedia Siegel in der Kategorie „Allgemeinbildung und Nachschlagewerke“[4]
- 2005: Qualitätssiegel des Erfurter Netcodes[4]
- 2005: Pädi-Gütesiegel.[4]